# Castelnau-sur-Gupie
Pour les articles homonymes, voir Castelnau et Gupie (homonymie).
Castelnau-sur-Gupie est une commune du Sud-Ouest de la France, située dans le nord-ouest du département de Lot-et-Garonne, en région Nouvelle-Aquitaine.

## Géographie

### Localisation
La commune qui fait partie de l'aire d'attraction de Marmande, en limite avec le département de la Gironde.
Elle se trouve à 67 km au nord-ouest d'Agen, chef-lieu du département, à 8 km au nord - nord-ouest de Marmande, chef-lieu d'arrondissement et à 17 km à l'ouest de Seyches, chef-lieu de canton.

### Communes limitrophes
Castelnau-sur-Gupie est limitrophe de sept autres communes dont l'une en Gironde.
Les communes limitrophes sont  Beaupuy, Caubon-Saint-Sauveur, Lagupie, Mauvezin-sur-Gupie, Saint-Géraud, Saint-Vivien-de-Monségur et Sainte-Bazeille.
| Saint-Vivien-de-Monségur (Gironde) | Saint-Géraud        | Caubon-Saint-Sauveur |
| Lagupie                            | Castelnau-sur-Gupie | Mauvezin-sur-Gupie   |
|                                    | Sainte-Bazeille     | Beaupuy              |

### Hydrographie
La commune est traversée par la Gupie.

### Climat
Pour des articles plus généraux, voir Climat de la Nouvelle-Aquitaine et Climat de Lot-et-Garonne.
Historiquement, la commune est exposée à un climat océanique aquitain.  
En 2020, Météo-France publie une typologie des climats de la France métropolitaine dans laquelle la commune est exposée à un climat océanique et est dans la région climatique Aquitaine, Gascogne, caractérisée par une pluviométrie abondante au printemps, modérée en automne, un faible ensoleillement au printemps, un été chaud (19,5 °C), des vents faibles, des brouillards fréquents en automne et en hiver et des orages fréquents en été (15 à 20 jours).
Pour la période 1971-2000, la température annuelle moyenne est de 12,7 °C, avec une amplitude thermique annuelle de 15,6 °C. Le cumul annuel moyen de précipitations est de 799 mm, avec 12,1 jours de précipitations en janvier et 6,2 jours en juillet. Pour la période 1991-2020, la température moyenne annuelle observée sur la station météorologique la plus proche, située sur la commune de Verteuil-d'Agenais à 25 km à vol d'oiseau, est de 13,8 °C et le cumul annuel moyen de précipitations est de 821,3 mm,. Pour l'avenir, les paramètres climatiques de la commune estimés pour 2050 selon différents scénarios d’émission de gaz à effet de serre sont consultables sur un site dédié publié par Météo-France en novembre 2022.

## Urbanisme

### Typologie
Au 1er janvier 2024, Castelnau-sur-Gupie est catégorisée commune rurale à habitat dispersé, selon la nouvelle grille communale de densité à sept niveaux définie par l'Insee en 2022.
Elle appartient à l'unité urbaine de Marmande, une agglomération inter-départementale regroupant dix  communes, dont elle est une commune de la banlieue,,. Par ailleurs la commune fait partie de l'aire d'attraction de Marmande, dont elle est une commune de la couronne,. Cette aire, qui regroupe 48 communes, est catégorisée dans les aires de 50 000 à moins de 200 000 habitants,.

### Occupation des sols

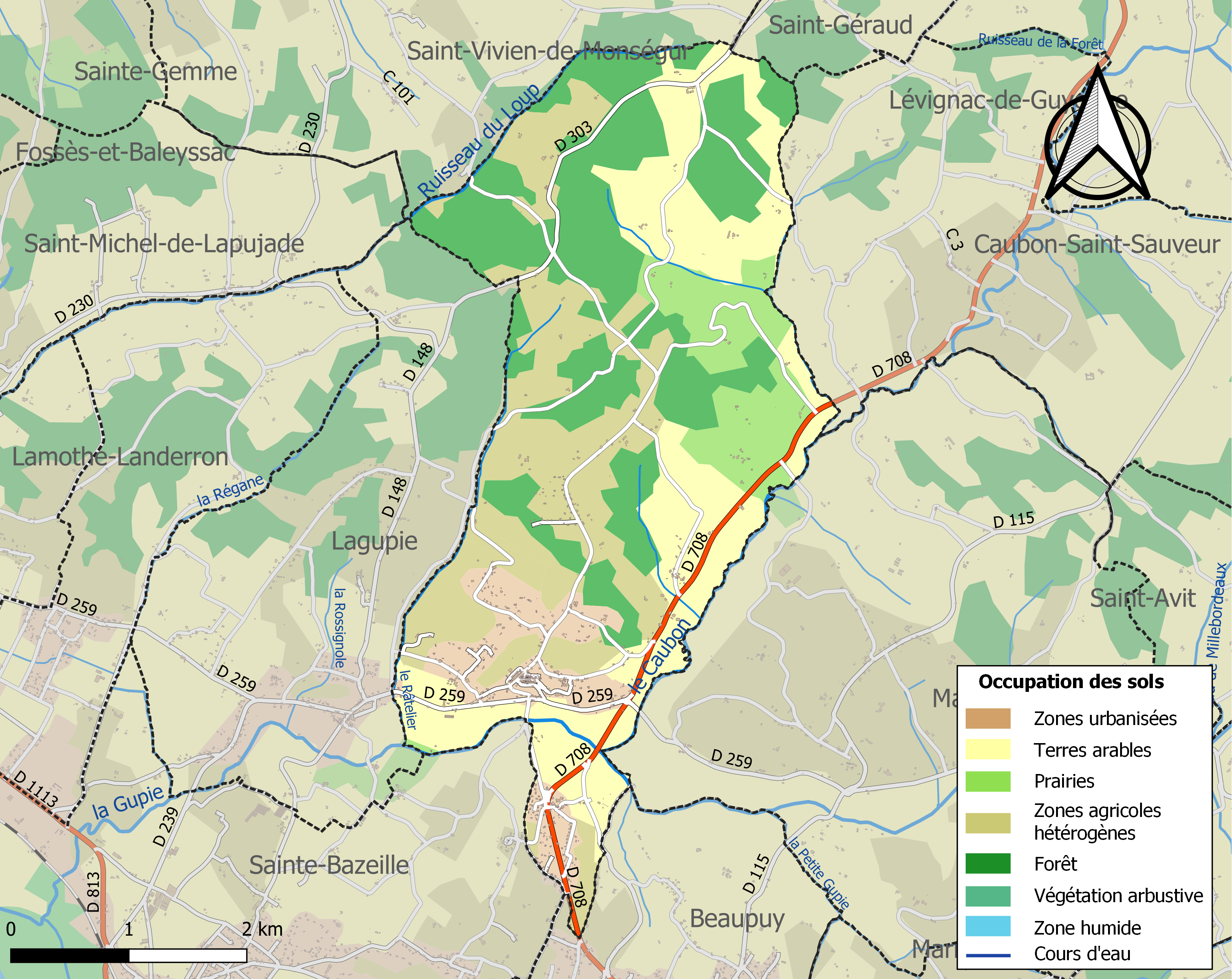
Carte des infrastructures et de l'occupation des sols de la commune en 2018 (CLC).

L'occupation des sols de la commune, telle qu'elle ressort de la base de données européenne d’occupation biophysique des sols Corine Land Cover (CLC), est marquée par l'importance des territoires agricoles (61,5 % en 2018), en diminution par rapport à 1990 (68,7 %). La répartition détaillée en 2018 est la suivante : 
forêts (29,7 %), terres arables (27,3 %), zones agricoles hétérogènes (24,7 %), prairies (9,5 %), zones urbanisées (8,8 %), cultures permanentes (0,1 %). L'évolution de l’occupation des sols de la commune et de ses infrastructures peut être observée sur les différentes représentations cartographiques du territoire : la carte de Cassini (XVIIIe siècle), la carte d'état-major (1820-1866) et les cartes ou photos aériennes de l'IGN pour la période actuelle (1950 à aujourd'hui).

### Voies de communication et transports
La principale voie de communication routière est la route départementale D 708, anciennement RN 708 (Saint-Martial-de-Valette-Marmande), qui traverse le territoire communal à un kilomètre à l'est du village et qui mène, vers le nord - nord-est, vers Caubon-Saint-Sauveur et, au-delà, à Duras et, vers le sud, à Beaupuy et, au-delà, à Marmande ; dans le quartier sud du village commencent la route départementale D 148 qui conduit vers l'ouest à Lagupie et la route départementale D 259 qui conduit vers l'est vers Mauvezin-sur-Gupie.

Les accès à l'autoroute A62 (Bordeaux-Toulouse) les plus proches sont le no 5, dit de Marmande, distant de 15 km par la route vers le sud et le no 4, dit de La Réole, distant de 21 km par la route vers le sud-ouest.
La gare SNCF la plus proche est celle de Sainte-Bazeille distante de 6 km vers le sud-ouest, sur la ligne Bordeaux-Sète du TER Aquitaine. Sur la même ligne, la gare de Marmande offrant plus de trafic se trouve à 8 km vers le sud-est.

### Risques majeurs
Le territoire de la commune de Castelnau-sur-Gupie est vulnérable à différents aléas naturels : météorologiques (tempête, orage, neige, grand froid, canicule ou sécheresse), inondations, mouvements de terrains et séisme (sismicité très faible). Il est également exposé à un risque technologique, le transport de matières dangereuses. Un site publié par le BRGM permet d'évaluer simplement et rapidement les risques d'un bien localisé soit par son adresse soit par le numéro de sa parcelle.

#### Risques naturels
Certaines parties du territoire communal sont susceptibles d’être affectées par le risque d’inondation par une crue à  débordement lent de cours d'eau, notamment la Gupie, le Caubon et le Ruisseau du Loup. La commune a été reconnue en état de catastrophe naturelle au titre des dommages causés par les inondations et coulées de boue survenues en 1982, 1983, 1994, 1999, 2009 et 2020,.
Les mouvements de terrains susceptibles de se produire sur la commune sont des tassements différentiels.

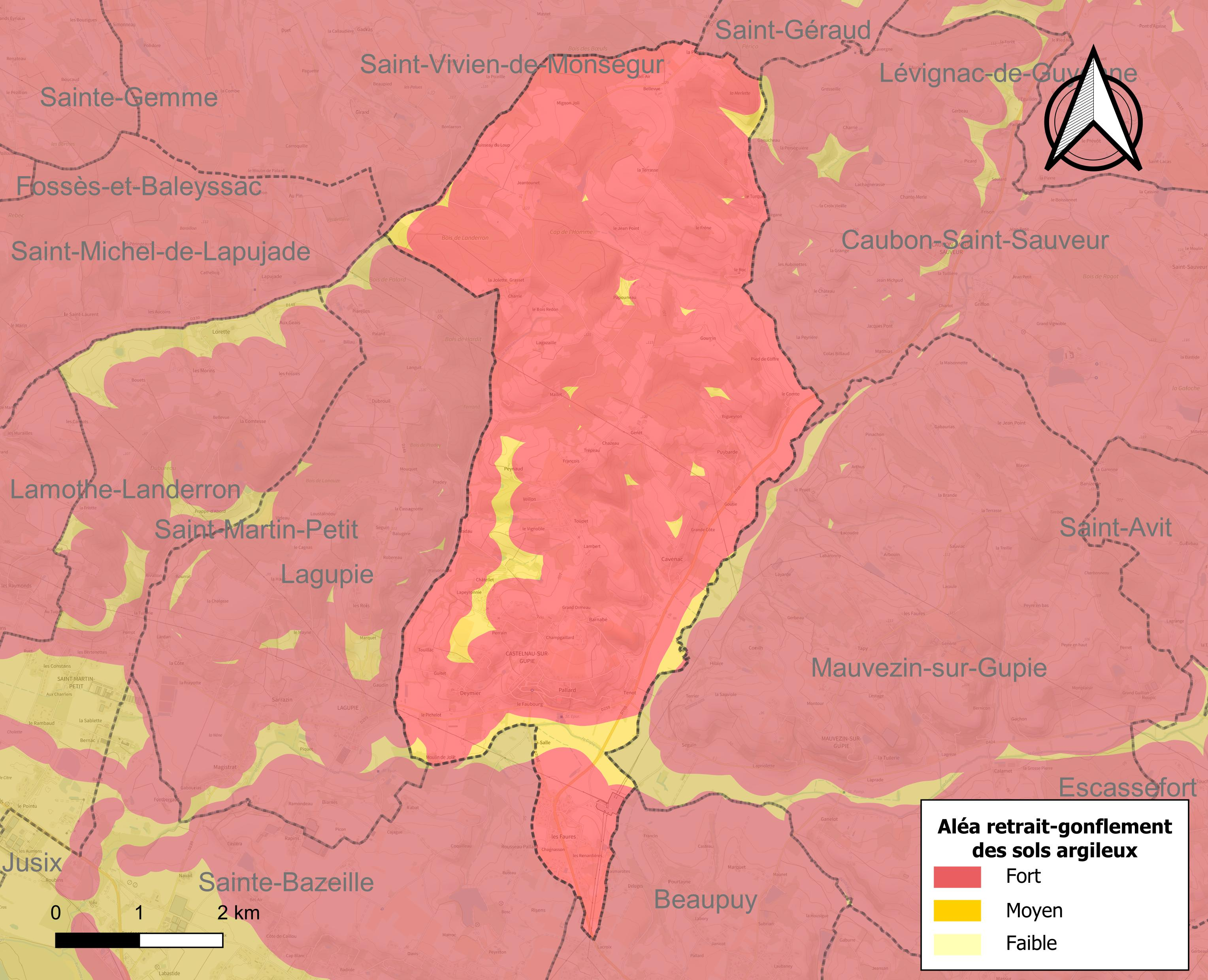
Carte des zones d'aléa retrait-gonflement des sols argileux de Castelnau-sur-Gupie.

Le retrait-gonflement des sols argileux est susceptible d'engendrer des dommages importants aux bâtiments en cas d’alternance de périodes de sécheresse et de pluie. La totalité de la commune est en aléa moyen ou fort (91,8 % au niveau départemental et 48,5 % au niveau national). Depuis le 1er octobre 2020, en application de la loi ELAN, différentes contraintes s'imposent aux vendeurs, maîtres d'ouvrages ou constructeurs de biens situés dans une zone classée en aléa moyen ou fort,.
Concernant les mouvements de terrains, la commune a été reconnue en état de catastrophe naturelle au titre des dommages causés par la sécheresse en 1991, 2003, 2005 et 2017 et par des mouvements de terrain en 1999.

## Toponymie
Le nom de la localité est attesté sous la forme latinisée [parrochia] Castellinovi en 1274.
Il s'agit d'une formation toponymique médiévale issue de l'ancien occitan castel « château, lieu fortifié » et noù, nau « neuf », d'où le sens global de  « château neuf ».
Le déterminant complémentaire sur-Gupie fait référence à la Gupie, cours d’eau qui traverse le sud du territoire communal.
Le nom en gascon est Castèthnau de Gupia.

## Politique et administration
| Période                                  | Période         | Identité          | Étiquette | Qualité                                                                 |
| ---------------------------------------- | --------------- | ----------------- | --------- | ----------------------------------------------------------------------- |
| Les données manquantes sont à compléter. |                 |                   |           |                                                                         |
| mars 1983                                | mars 2014       | Marius Canderle   |           | Charpentier retraité                                                    |
| mars 2014                                | 20 octobre 2017 | Alexandre Freschi | REM       | Elu député en juin 2017, démissionnaire pour cause de cumul des mandats |
| 20 octobre 2017                          | En cours        | Guy Ianotto       |           |                                                                         |

## Démographie
Les habitants en sont les Castelnaudais de Gupie.
L'évolution du nombre d'habitants est connue à travers les recensements de la population effectués dans la commune depuis 1793. Pour les communes de moins de 10 000 habitants, une enquête de recensement portant sur toute la population est réalisée tous les cinq ans, les populations de référence des années intermédiaires étant quant à elles estimées par interpolation ou extrapolation. Pour la commune, le premier recensement exhaustif entrant dans le cadre du nouveau dispositif a été réalisé en 2004.

En 2022, la commune comptait 914 habitants, en évolution de +2,93 % par rapport à 2016 (Lot-et-Garonne : −0,18 %, France hors Mayotte : +2,11 %).
| 1793 | 1800 | 1806 | 1821 | 1831 | 1836 | 1841 | 1846 | 1851 |
| ---- | ---- | ---- | ---- | ---- | ---- | ---- | ---- | ---- |
| 851  | 647  | 875  | 828  | 920  | 908  | 899  | 912  | 855  |

| 1856 | 1861 | 1866 | 1872 | 1876 | 1881 | 1886 | 1891 | 1896 |
| ---- | ---- | ---- | ---- | ---- | ---- | ---- | ---- | ---- |
| 838  | 867  | 845  | 857  | 840  | 787  | 708  | 689  | 728  |

| 1901 | 1906 | 1911 | 1921 | 1926 | 1931 | 1936 | 1946 | 1954 |
| ---- | ---- | ---- | ---- | ---- | ---- | ---- | ---- | ---- |
| 702  | 664  | 595  | 568  | 556  | 534  | 546  | 522  | 527  |

| 1962 | 1968 | 1975 | 1982 | 1990 | 1999 | 2004 | 2006 | 2009 |
| ---- | ---- | ---- | ---- | ---- | ---- | ---- | ---- | ---- |
| 506  | 512  | 508  | 550  | 627  | 681  | 766  | 786  | 828  |

| 2014 | 2019 | 2022 | - | - | - | - | - | - |
| ---- | ---- | ---- | - | - | - | - | - | - |
| 853  | 894  | 914  | - | - | - | - | - | - |

## Lieux et monuments
- L'église Saint-Front, construite vers 1323 sur l’emplacement d'une ancienne commanderie et dotée d’un beau portail roman, est ensuite agrandie au XVe siècle par les chevaliers de l'ordre de Malte, installés dans le village, et rehaussée d’un remarquable clocher gothique, qui remplace un ancien clocher-mur[29].
- Une vieille halle qui date de 1880 est installée sur la place principale du village[30].
- La croix de Barlan. Refaite en métal par la municipalité en 1970 après que le remembrement eût fait disparaitre celle en bois. Près de cette croix a eu lieu en 1943 le premier parachutage de matériel en Lot-et-Garonne.
- À côté de la halle, une borne-mémorial honore « les grands hommes de la Révolution française » et porte la mention « 5 mai 1789 », date de l'ouverture des États généraux.

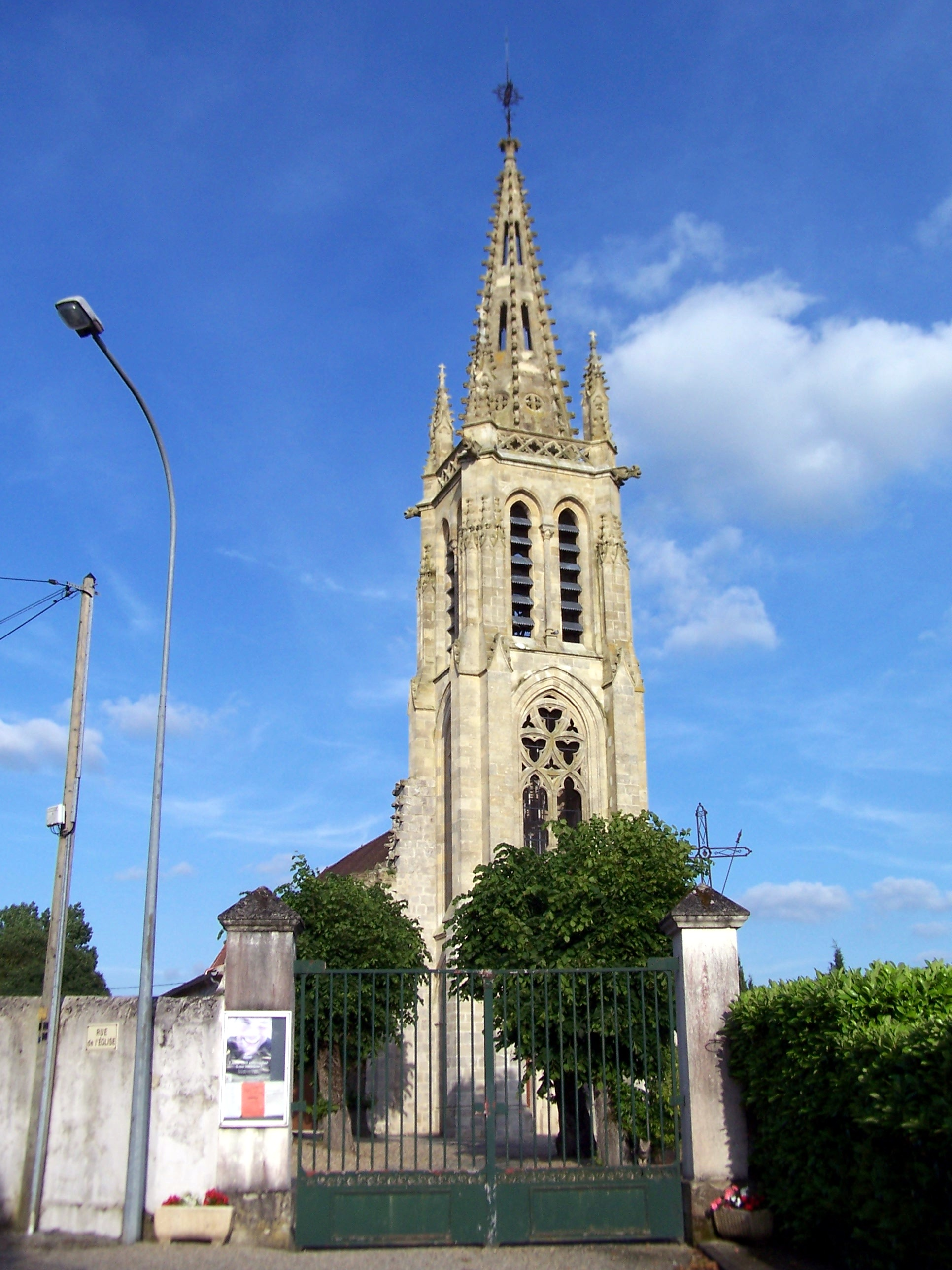
L'église Saint-Front (juin 2013).
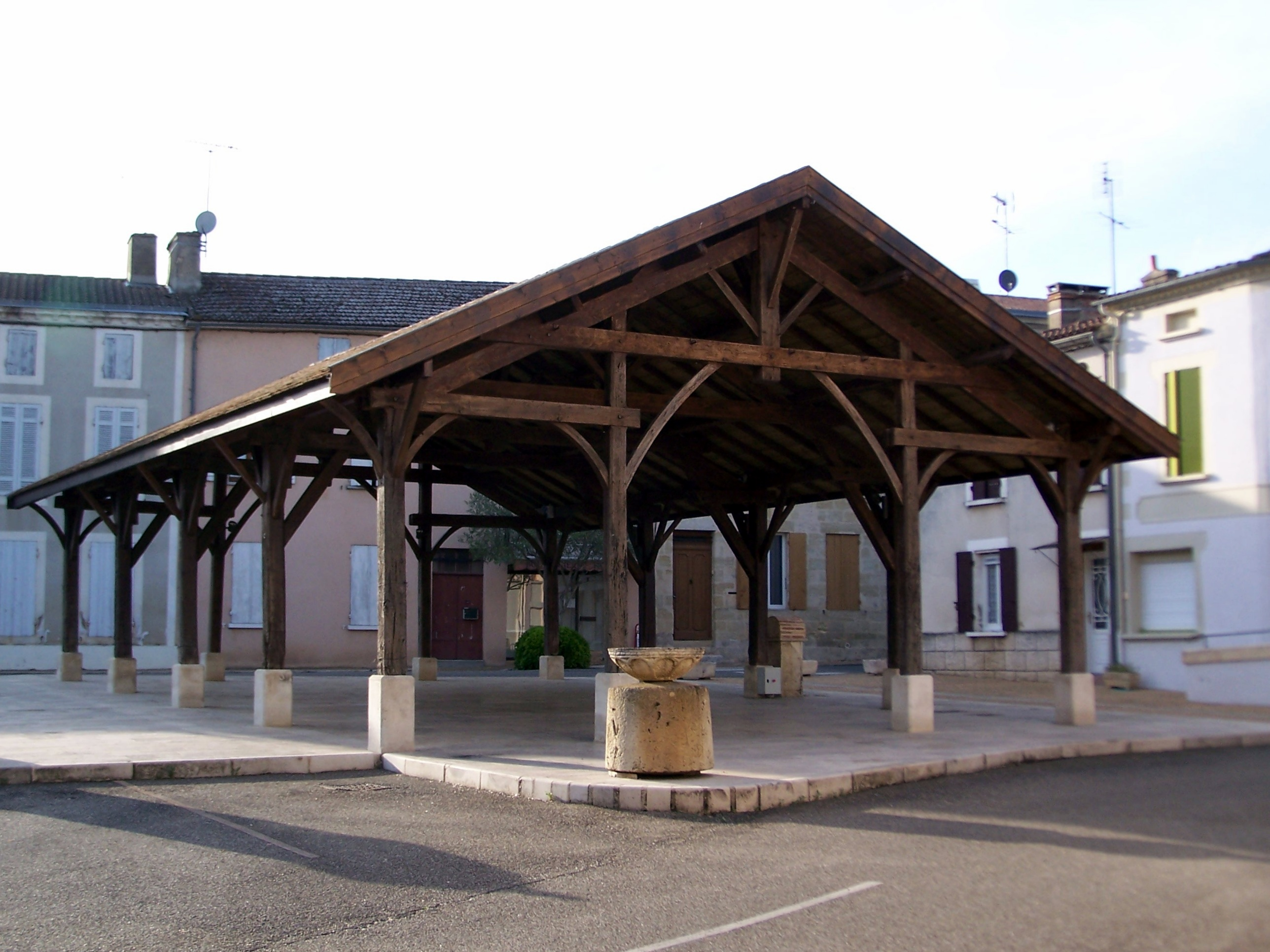
La halle (juin 2013).
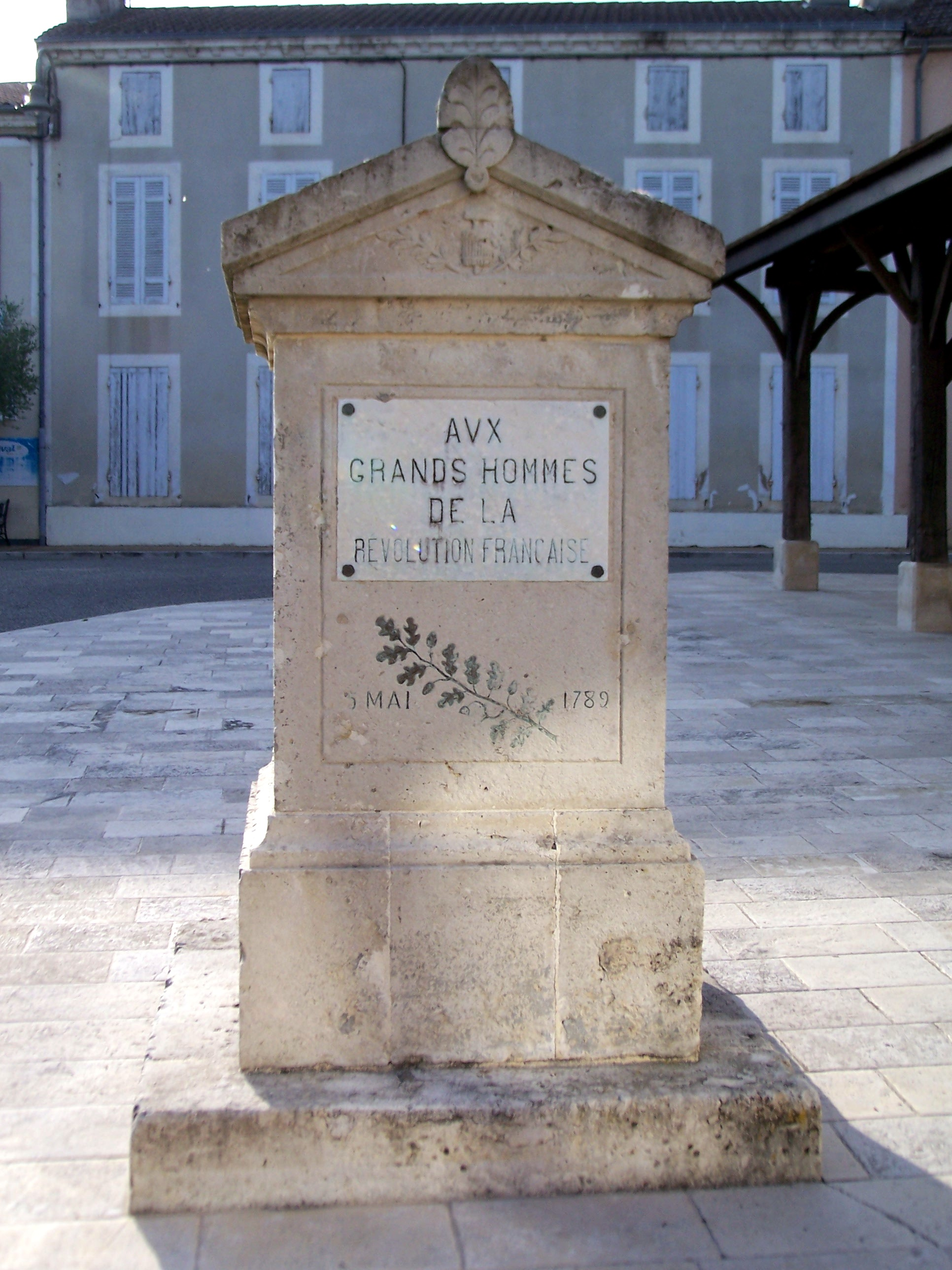
Le mémorial à la Révolution française (juin 2013).
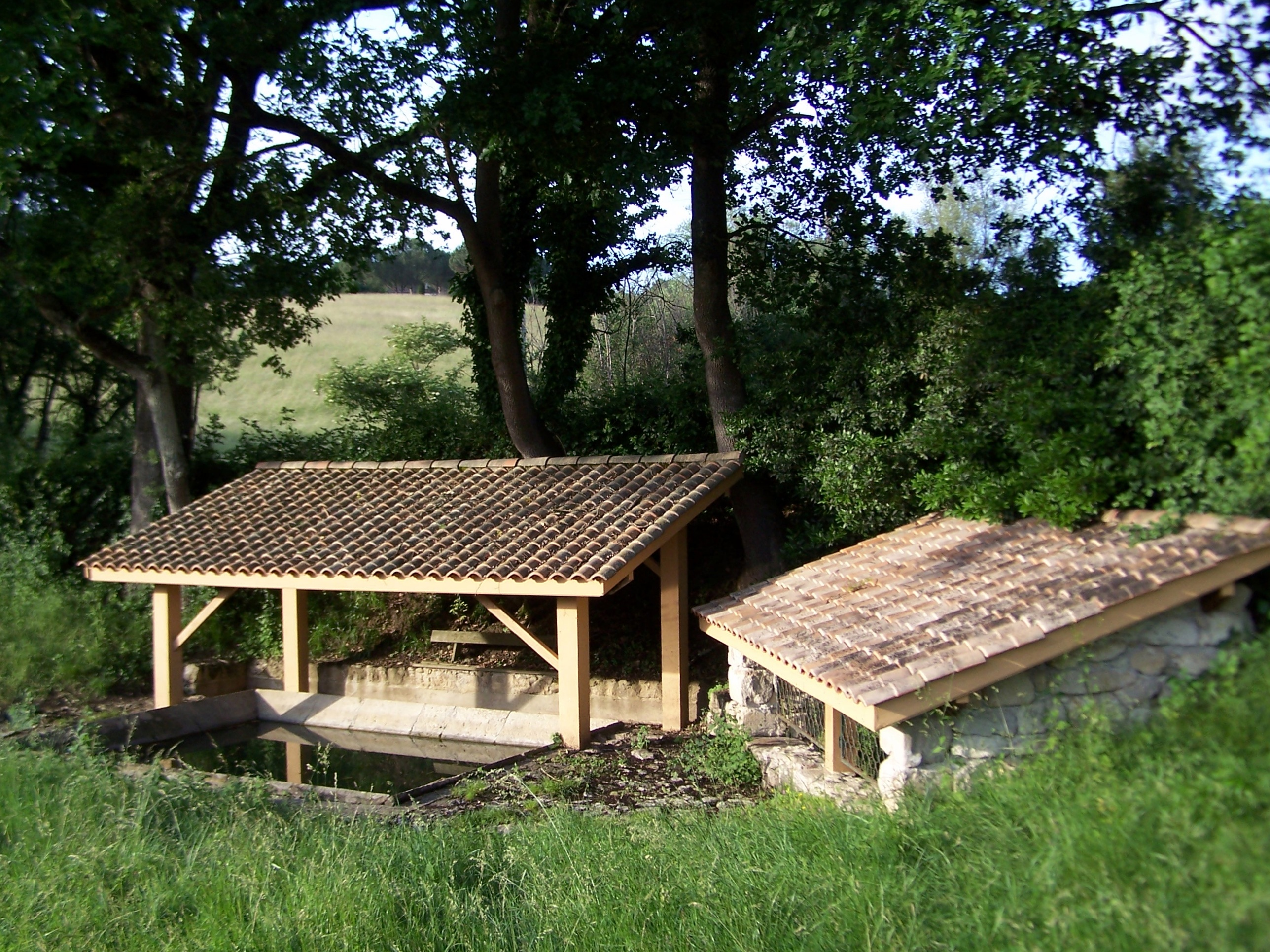
Le lavoir